# Embelia javanica
Embelia javanica är en viveväxtart som beskrevs av A. Dc. Embelia javanica ingår i släktet Embelia och familjen viveväxter. Inga underarter finns listade i Catalogue of Life.